# Viktor Žakelj
Viktor Žakelj, slovenski ekonomist, politik in publicist, * 6. maj 1943, Žiri.

## Življenje in delo
Po osnovni šoli in nižji gimnaziji v Žireh se je vpisal na ljubljansko učiteljišče in potem na Pedagoško akademijo v Ljubljani, smer matematika in fizika. Diplomiral je leta 1972, leta 1975 še na višji pravni šoli in leta 1981 na Visoki ekonomsko komercialni šoli v  Mariboru, kjer je 1986 tudi magistriral s temo Organiziranost samoupravnega družbenega planiranja kot pogoj za uresničevanje strateških ciljev v razmerah socialističnega samoupravljanja. V 1980. letih je bil sodelavec pri vrsti ekonomskih raziskav.
Od leta 1966 do leta 1976 je poučeval matematiko in fiziko, 1976–1978 je bil v upravi tovarne obutve Alpina v Žireh, 1978 je postal predsednik Skupščine občine Škofja Loka. Politično kariero je nadaljeval na republiški ravni: 1982–1986 je bil namestnik predsednika Republiškega komiteja za družbeno planiranje, 1986–1988 je bil svetovalec Predsedstva SRS za družbeno-ekonomske odnose, 1988–1990 pa podpredsednik za družbeno-ekonomske odnose SZDL Slovenije. Bil je tudi v vodstvu Zvezne konference SZDL Jugoslavije.
Leta 1990 je izvoljen v Družbeno politični zbor Skupščine SRS. Njegova kariera v večstrankarskem sistemu se je začela z ustanovitvijo Socialistične stranke Slovenije leta 1990; postal je njen predsednik. Stranka je predlagala Plebiscit o samostojnosti Slovenije. Leta 1994 je bil med ustanovitelji stranke Liberalne demokracije Slovenije (LDS) in njen  podpredsednik. Njegova najvišja politična funkcija je bilo mesto podpredsednika Vlade RS leta 1992. 2002 je kandidiral za župana občine Žiri.
Deluje je kot javni intelektualec: družbenokritični ekonomski in politični mislec, govornik in publicist, objavljal je v knjigah, zbornikih in revijah (Delo, Dnevnik, Večer, Gorenjski glas, Žirovski občasnik, Sodobnost, Teorija in praksa, Naši razgledi, Svobodna beseda idr.). Bil je predsednik Prešernovega sklada, številnih nadzornih svetov in Slovenskega protestantskega društva Primož Trubar.
Živi z družino v Žireh.

## Izbor knjig, ki jih je napisal, uredil ali bil v njih soavtor
- Družbenoodgovorno gospodarjenje. Ljubljana, 2018. (COBISS)
- Čas je za ekosocializem. Ljubljana, 2013. (COBISS)
- Plebiscit 1990: Med politikantstvom, strahom in pogumom. Tržič, 2010.
- Trubarjev vrhniški kolaž. Ljubljana, 2009.
- Slovenija proti Jugoslaviji. Ljubljana, 1992.
- Naša pot k človeku. Ljubljana, 1990.
- 30 let tovarne obutve Žiri. Žiri: Alpina, 1977.